# Křinice (miejscowość)
Křinice (niem.  Weckersdorf) – gmina i wieś w Czechach, w powiecie Náchod, w kraju hradeckim. Według danych z dnia 1 stycznia 2013 liczyła 428 mieszkańców.
Przez wieś płynie Křynický potok.

## Zabytki
- Kaplica Matki Boskiej Śnieżnej pod Hvězdą

inne:
- na budynku nr 249 znajduje się herb opactwa w Broumovie[3].
- pomnik poległych, krzyże.

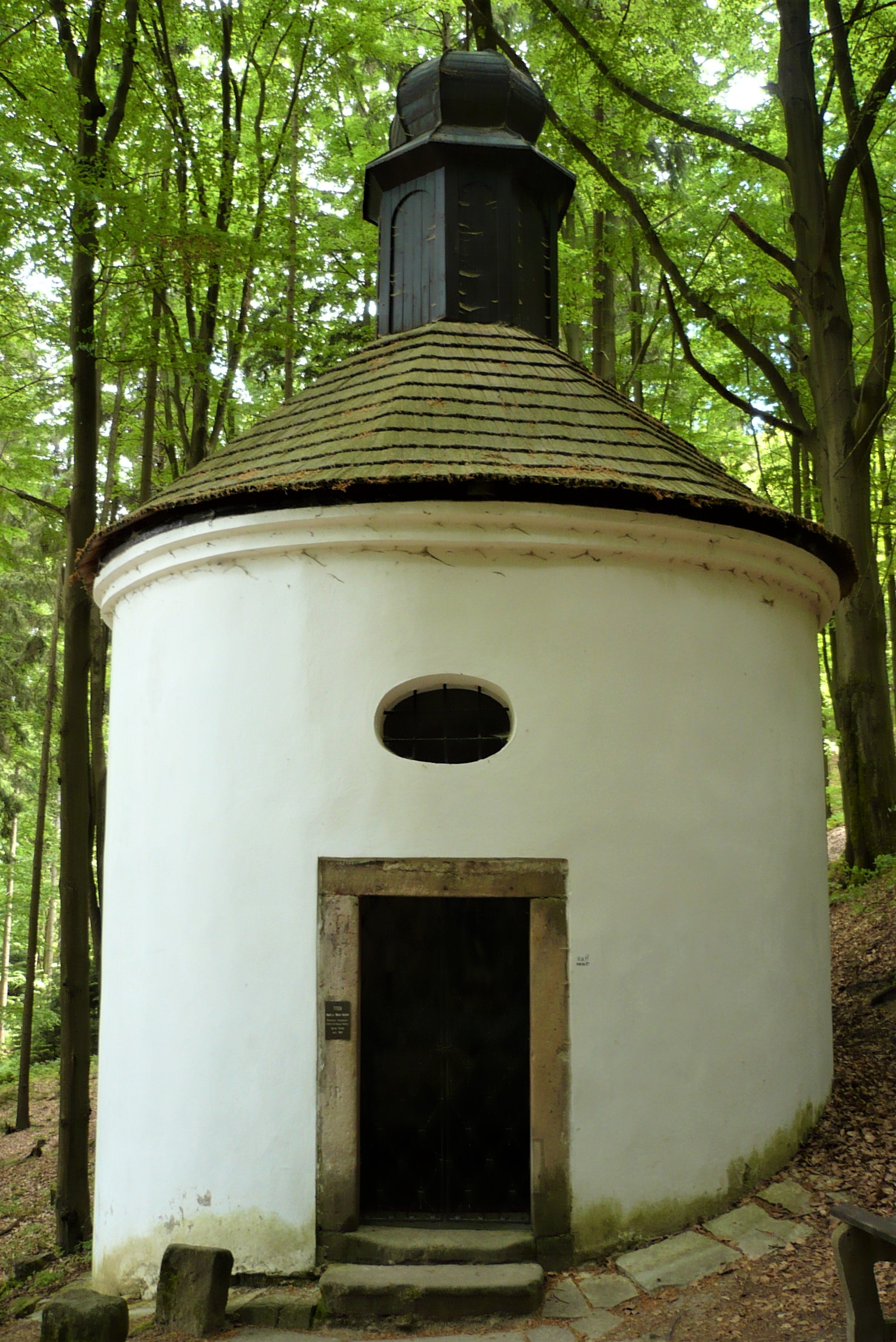
kaplica Matki Boskiej Śnieżnej pod Hvězdą
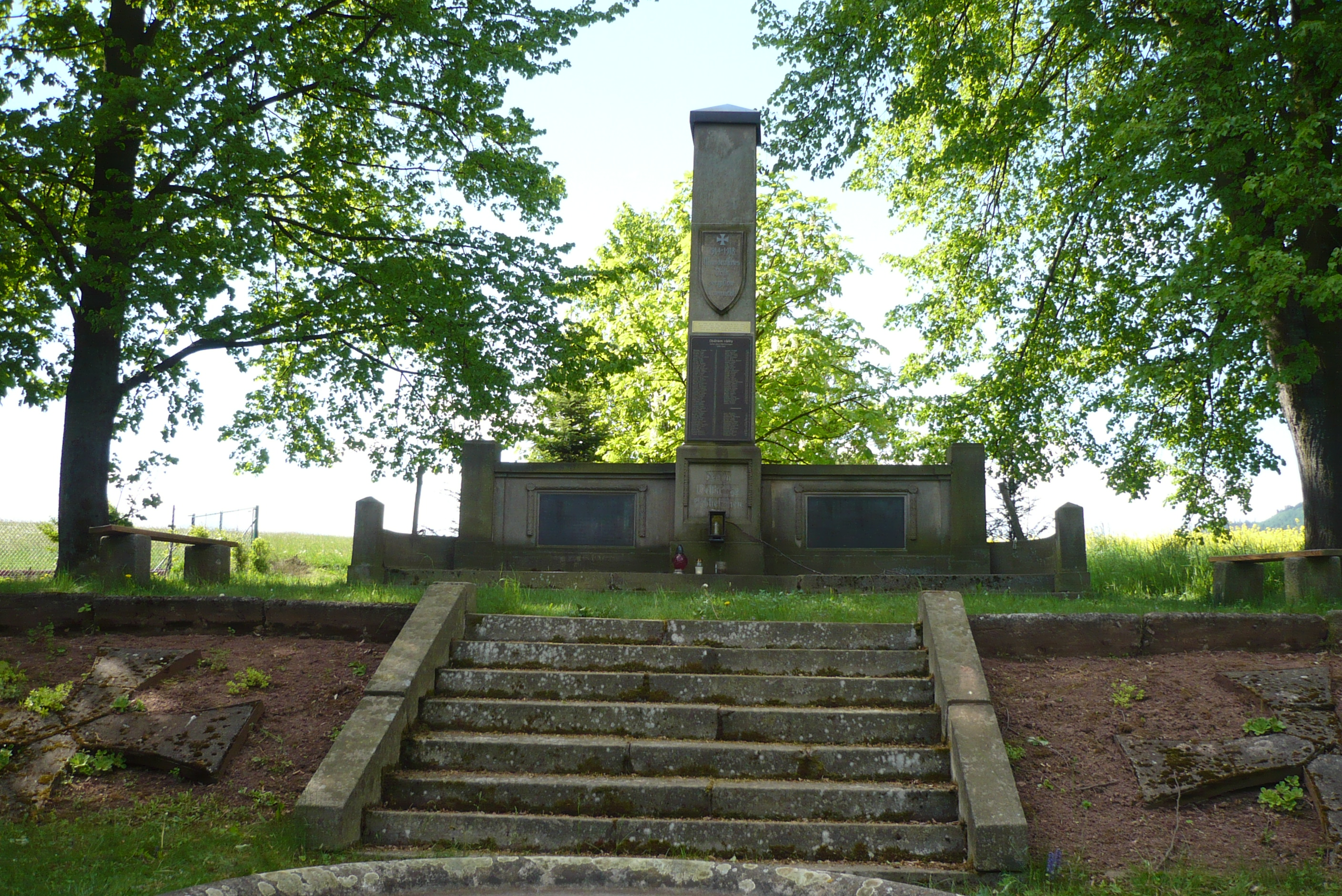
Pomnik
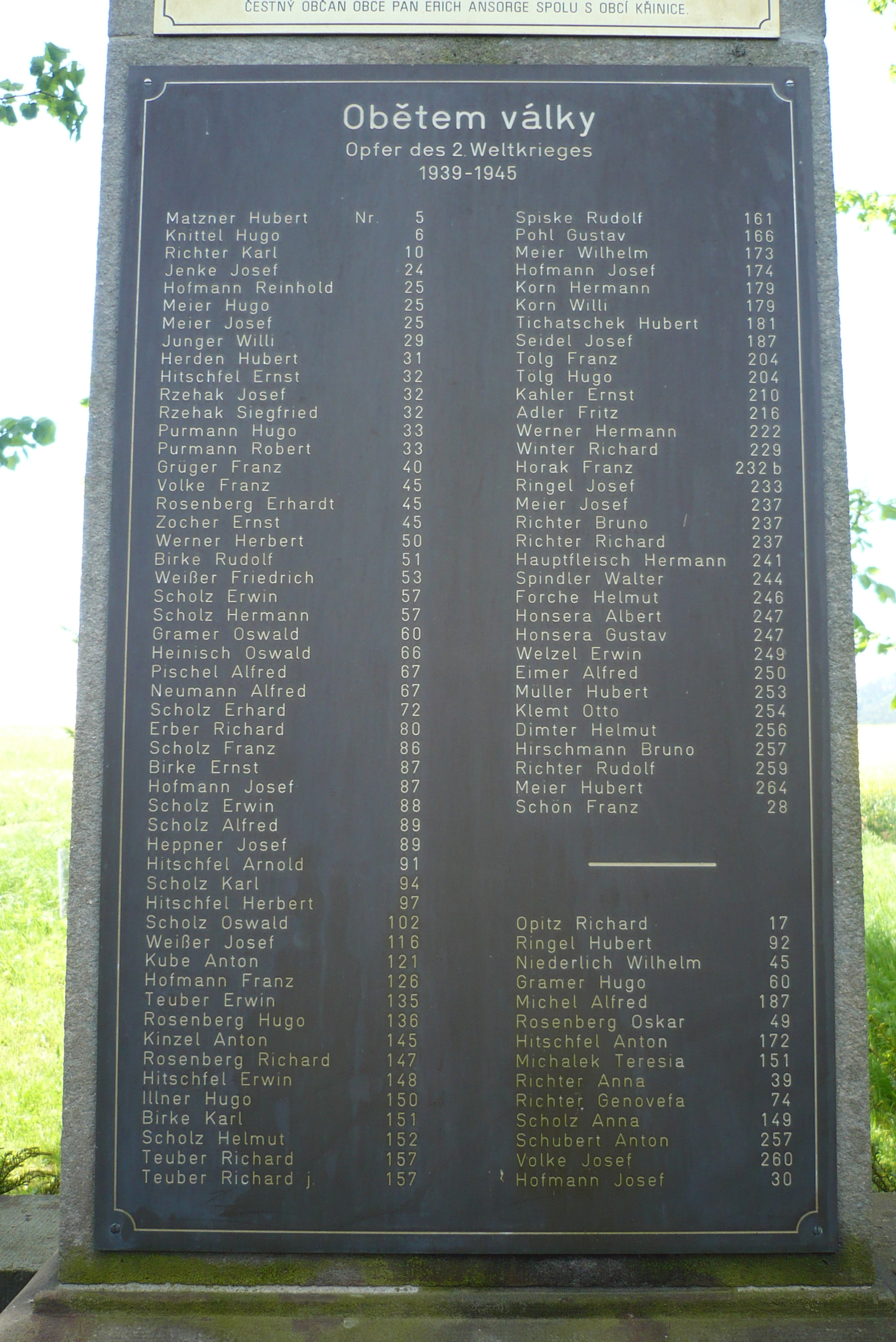
Pomnik
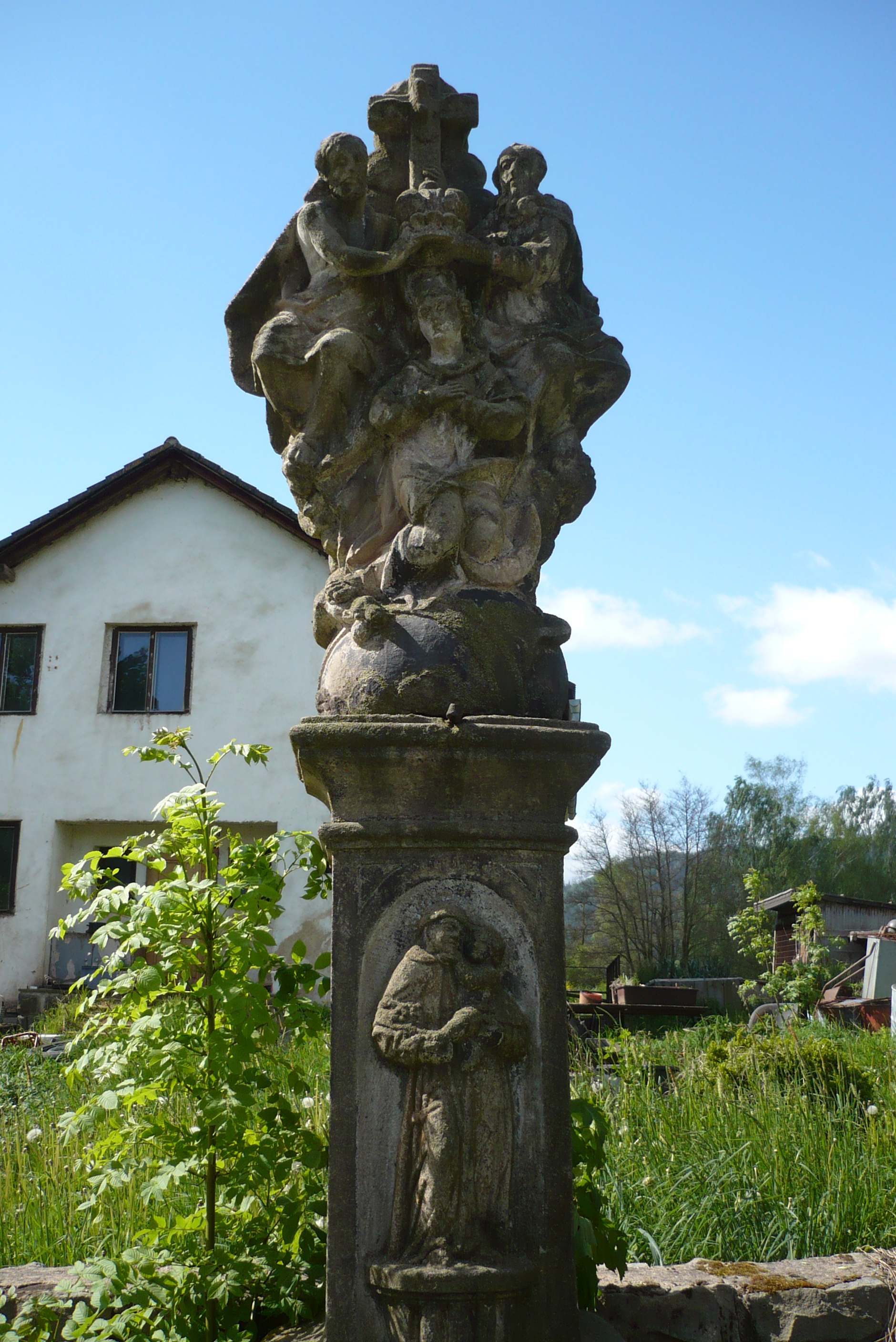
Figura
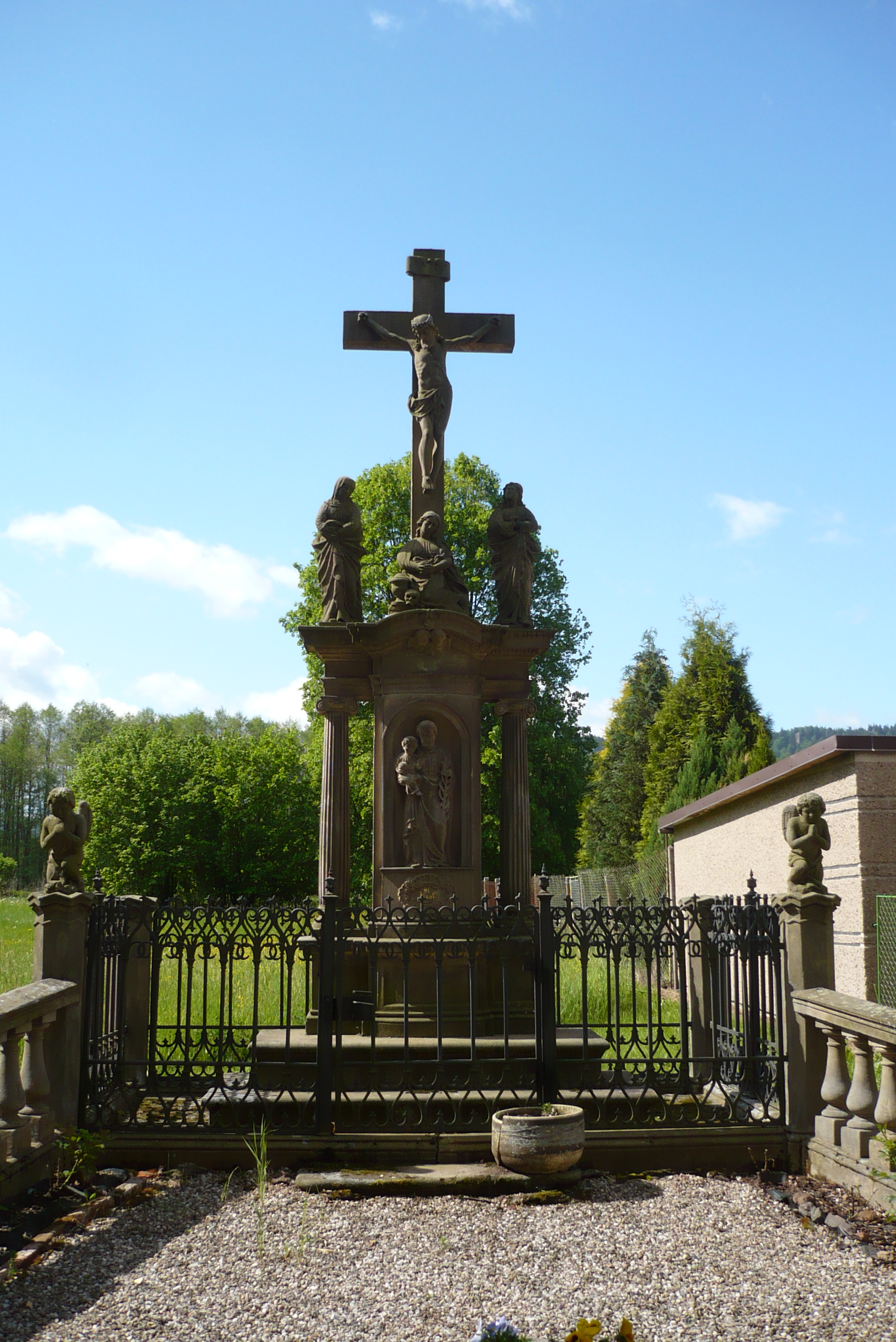
Krzyż
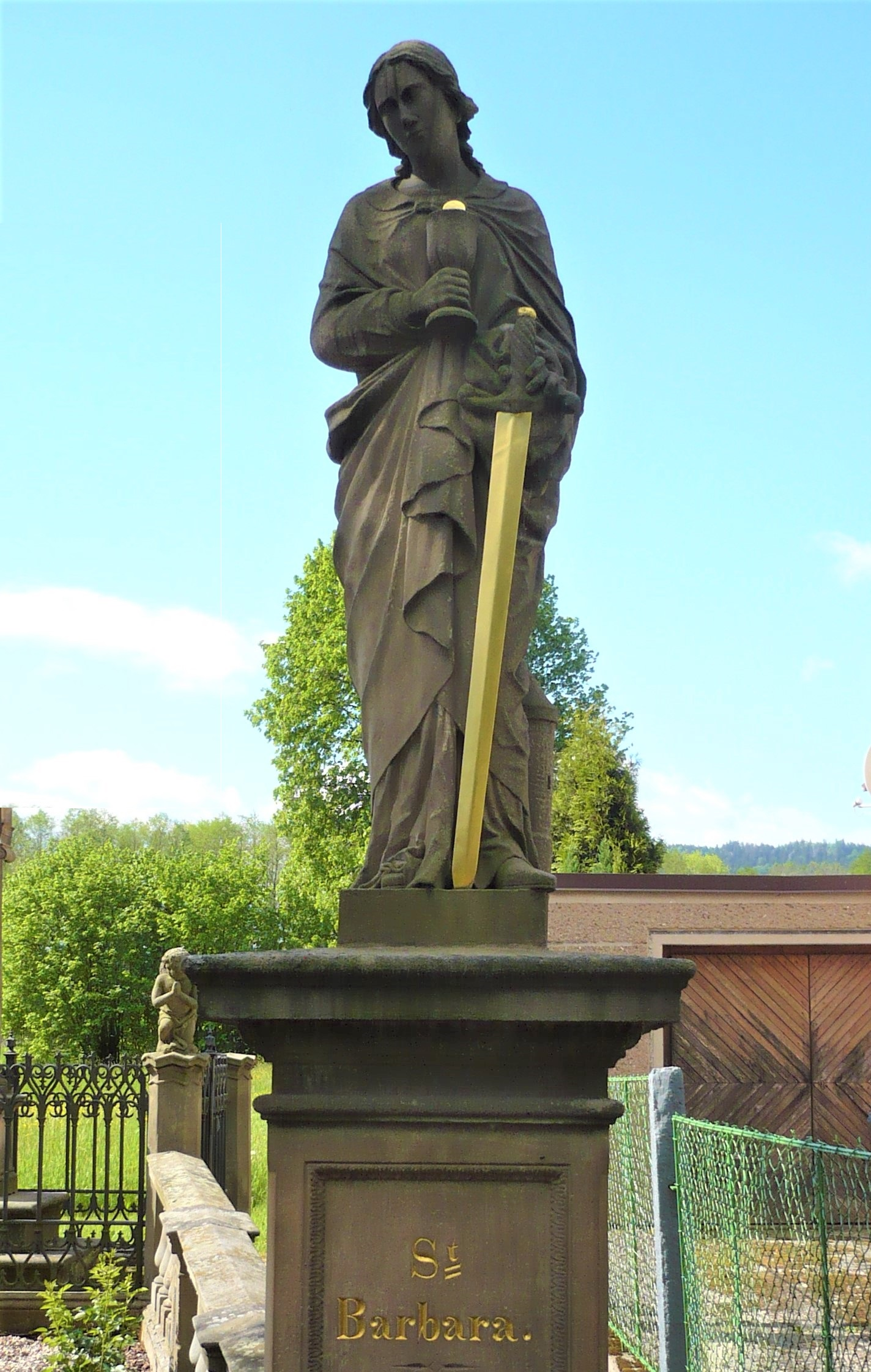
Święta Barbara
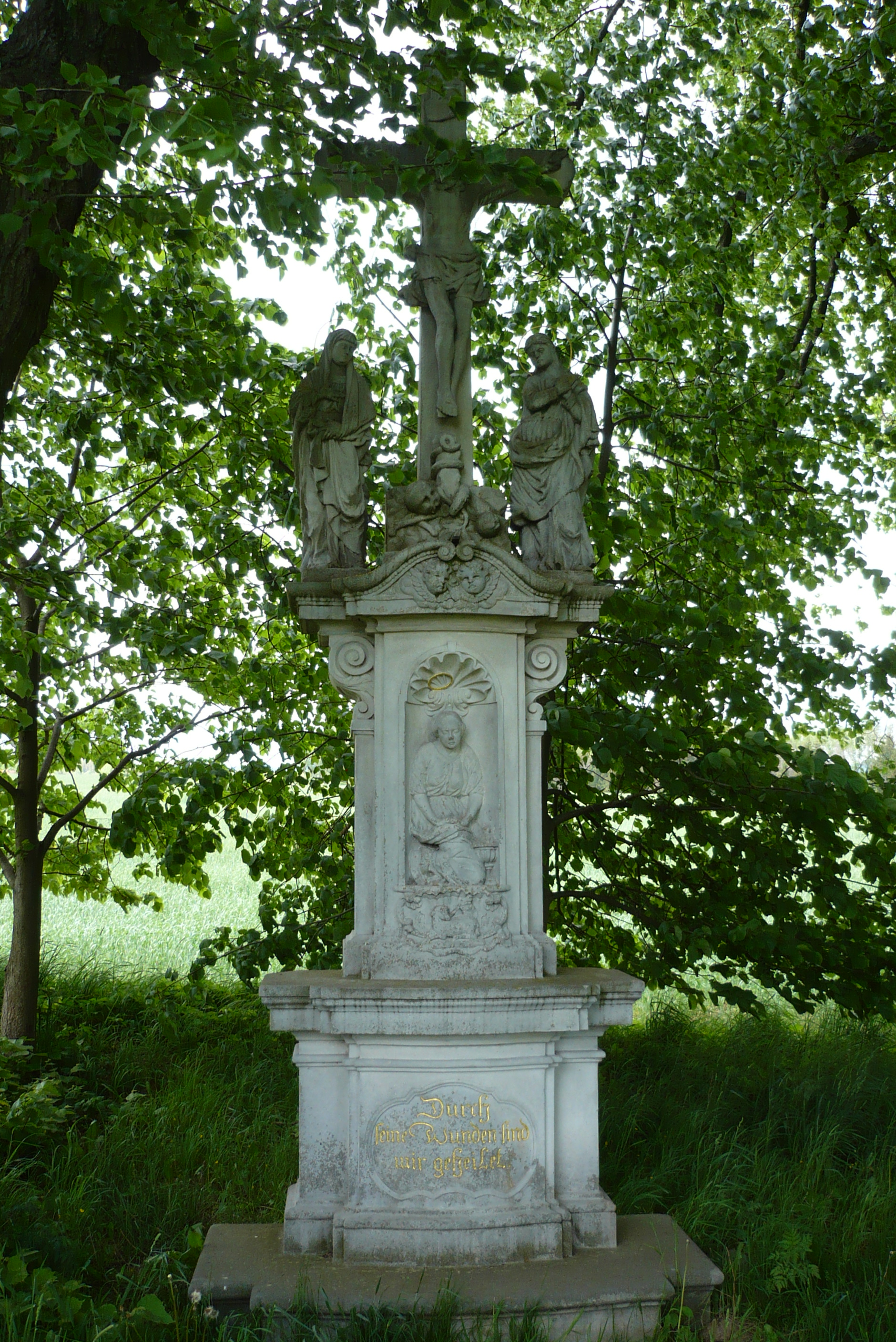
Krzyż
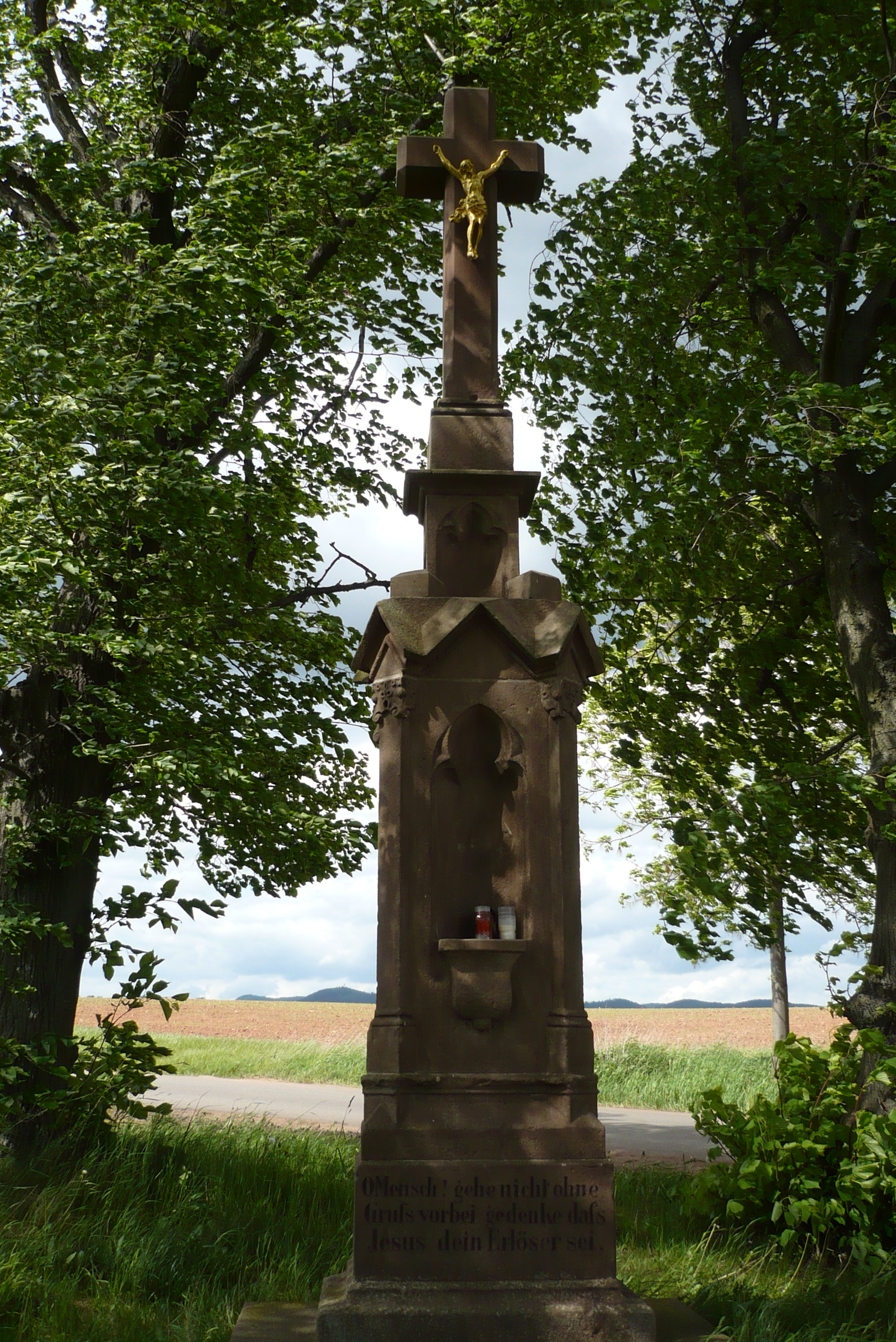
Krzyż
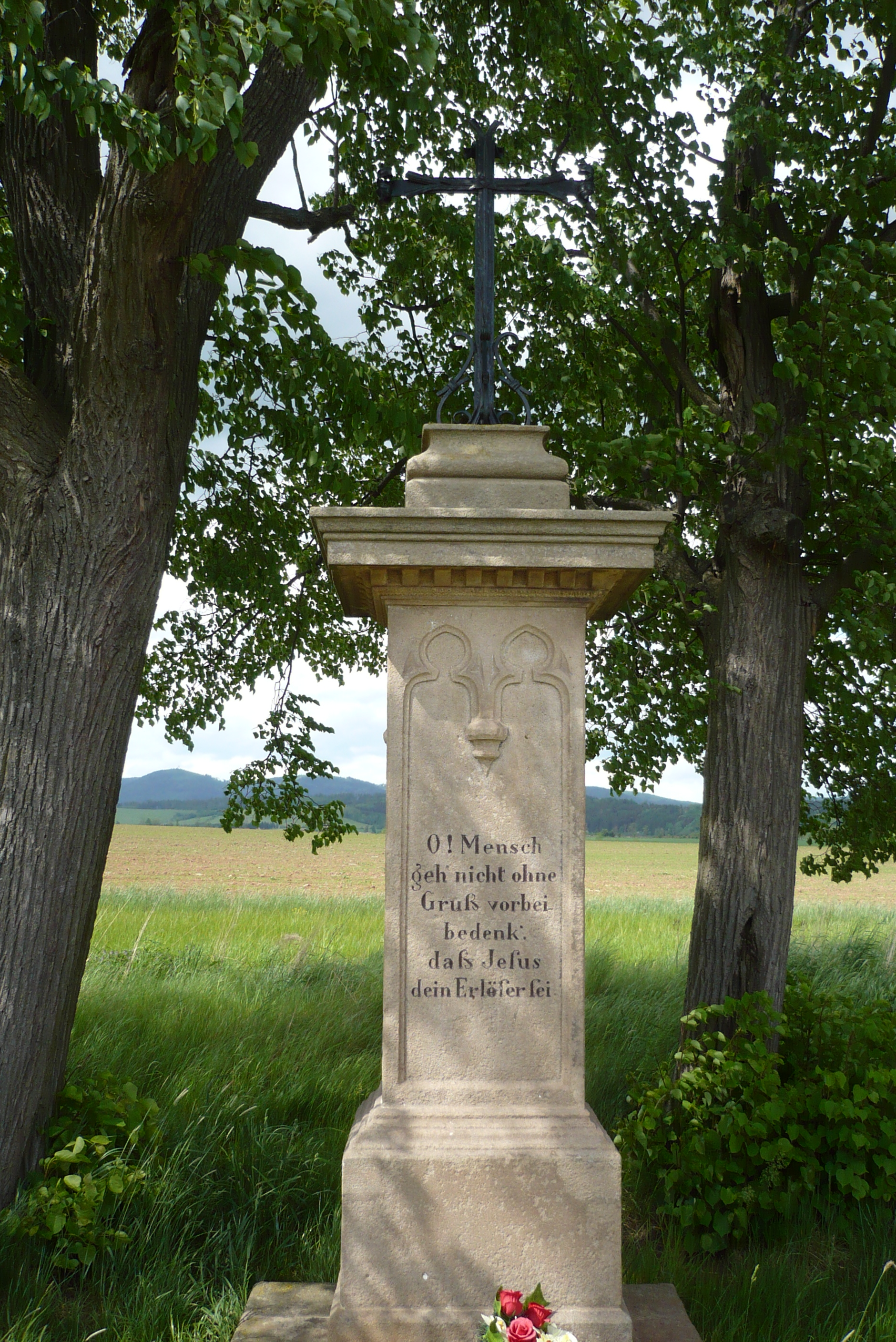
Krzyż